# Bildungscomputer robotron A 5105
Der Bildungscomputer robotron A 5105 (kurz BIC A 5105) wurde vom VEB Robotron-Meßelektronik „Otto Schön“ Dresden ab Juli 1989 produziert und war zum Einsatz in der Ausbildung im Fach Informatik an den allgemeinbildenden Schulen, in der Berufsausbildung sowie an Hoch- und Fachschulen in der DDR vorgesehen.

## Geschichte
Der Bildungscomputer robotron A 5105(kurz BIC A 5105) wurde vom VEB Robotron-Meßelektronik „Otto Schön“ Dresden ab Januar 1987 entwickelt und ab Juli 1989 serienmäßig hergestellt. Die Entwicklung wurde notwendig, da die Kleincomputer KC 85/2-4 und KC 87 nicht den Ansprüchen für die Informatikausbildung genügten. Bis zur Einstellung der Produktion im April 1990 wurden ca. 5.000 Stück des Rechners hergestellt. Davon gelangten ca. 3.000 Geräte an die Abnehmer im Bildungswesen zu einem anfänglichen Preis von ca. 11.000 Mark der DDR, der bis Ende der Lieferungen auf 3.000 M sank.

## Aufbau
Im Normalfall bestand ein BIC System aus
- dem Grundgerät CGG K1505.10,
- dem Erweiterungsgerät DSE K5651.10
- und dem 12-Zoll-Monochrommonitor MON K7222.23

Das Computergrundgerät (CGG) enthält neben der Tastatur auch den Rechner mit Video-, Kassetten- und Joystick-, Parallelport- und eine V.24 Interface.
Die einem Desktop-PC ähnelnde Diskettenspeichereinheit (DSE) enthielt neben der Stromversorgung einen Diskettencontroller, ein Diskettenlaufwerk, eine weitere Parallel- und V.24-Schnittstelle sowie Hardware für das proprietäre BICLAN Netzwerkinterface. Der Monitor wurde fest auf der DSE platziert. In einem ROM der DSE war das CP/M-kompatible Betriebssystem SCPX5105 abgelegt, welches zum Systemstart durch das Grundgerät identifiziert wird und zur Umkonfiguration der Speicherverwaltung führt.
Ohne angeschlossener DSE stand nur das im ROM des Grundgeräts abgelegte RBASIC ohne Diskettenroutinen zur Verfügung. Als Speichermedium dient dann ein über ein Audiokabel angeschlossener, handelsüblicher Kassettenrecorder.

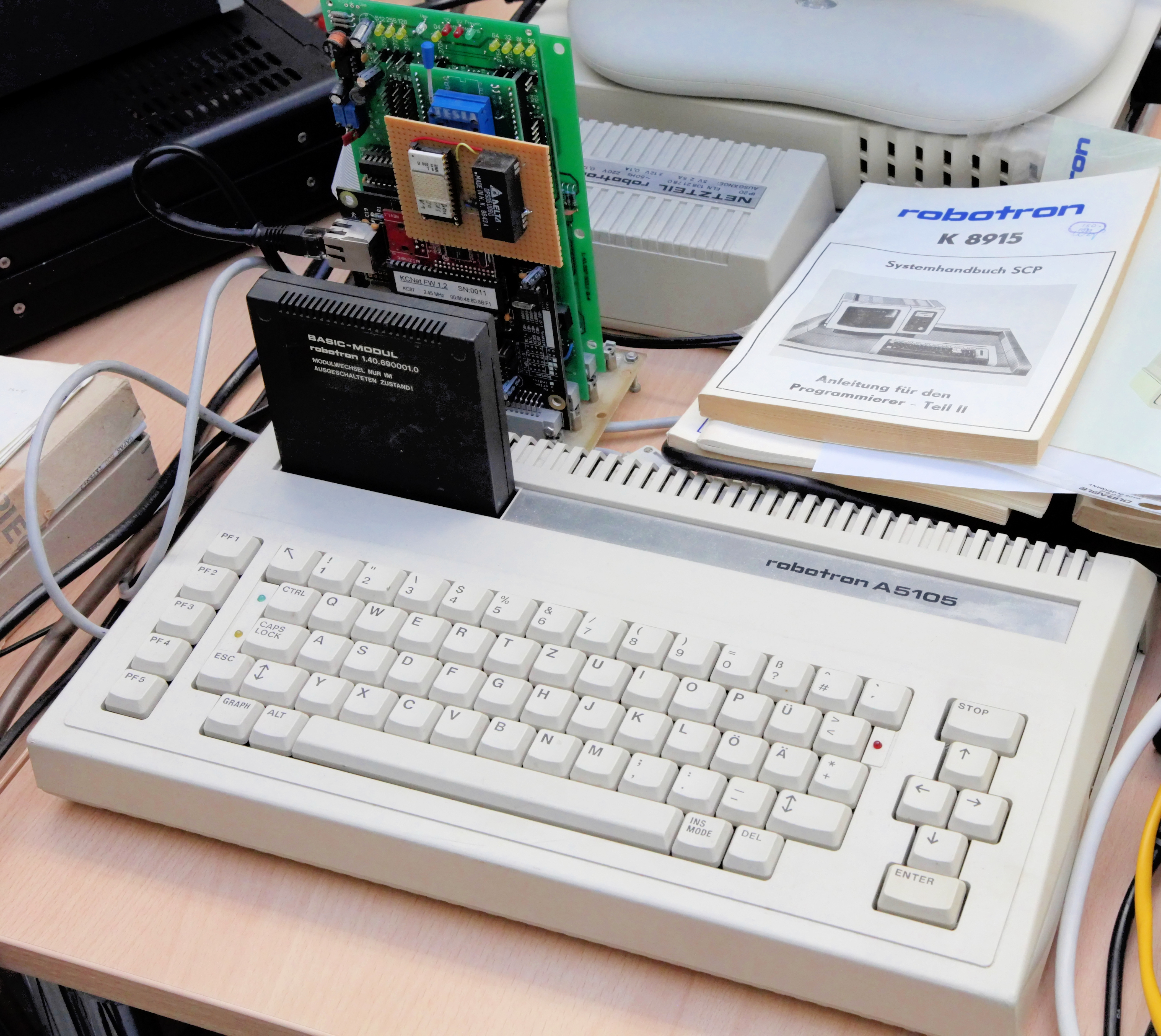
A5105 inkl. Basic Modul

Für den Schulunterricht im Fach Informatik wurden Zusatzmodule passende Software angeboten, beispielsweise eine Gewächshaussteuerung, die von den Schülern mit zusätzlicher Elektronik aufgebaut und simuliert werden konnte.
Da Modulsteckplatz und Erweiterungsschnittstelle dem Bus der Kleincomputer KC85/1 bzw. KC87 entsprach, konnten deren Erweiterungsmodule ebenfalls am BIC ebenso benutzt werden. Da diese vom System-ROM nicht automatisch erkannt wurde, mussten diese Erweiterungen mit Umschaltbefehlen des Speicherverwaltungscontrollers eingebunden werden.

## Technische Daten
| Prozessor:        | UA880D |
| Taktfrequenz:     | 3,75 MHz |
| Speicher:         | 32 KB (im CGG) bzw. 48 KB (mit DSE) ROM mit BASIC Betriebssystem; 64 KB RAM; 128 KB (64k × 16) Videospeicher |
| Datenspeicherung: | - 5 1/4-Zoll Diskettenlaufwerk (Kapazität bis 800 KB) mit Floppy-Disk-Controller U8272 - Kassettenrekorder |
| Monitor:          | - 12 Zoll monochrom; - Farbfernseher am RGB-Eingang; Fernseher über optionalen HF-Modulator |
| Anzeige:          | - 25 × 40 Zeichen - 25 × 80 Zeichen - jederzeit frei programmierbarer Zeichengenerator (Lookup-Tabelle mit 255 Zeichen) - 16 Vordergrundfarben - 8 Hintergrundfarben (umschaltbar zwischen "dunklem" (0-7) und "hellem" (8-15) Hintergrundfarbsatz) - Blinken der Zeichen (Frequenz einstellbar) - 320 × 200 Pixel × 4 Farben aus 16 Farben - 640 × 200 Pixel × 4 Farben aus 16 Farben - 640 × 200 Pixel × 2 Farben aus 16 Farben, unter Nutzung der schnellen Grafikoperationen des U82720 - 640 × 200 Pixel × 16 Farben, unter der Vorgabe, dass nur zwei aus 16 Farben für 8 (horizontal) aufeinanderfolgende Pixel definierbar sind - 320 × 200 Pixel × 16 Farben - Die Modi können gemischt werden, so dass gleichzeitig Grafik- als auch Textbereiche (vertikal) auf einem Bildschirm dargestellt werden können. - Es kann zwischen "Fernsehmodus" und "Monitormodus" umgeschaltet werden, was den Zwischenraum zwischen den einzelnen Zeilen bei Textdarstellung vergrößert. - Videocontroller: U82720 (in einigen Geräten aus der ersten Serie auch noch NEC µPD7220) in Verbindung mit einem proprietären "Video-Interface-Schaltkreis (VIS)", ein ASIC, welches sowohl die Audioausgabe, wie auch die Grafikspeichersteuerung übernimmt. |
| Sound:            | 3 Kanäle; 8 Oktaven (Befehlssatz vergleichbar mit AY-3-8910/12, jedoch ist nur der Kanal 1 vollständig ausgebaut) |
| Schnittstellen:   | - V.24 Drucker- und Plotterinterface - 2 × 8-Bit-Parallel-Interface - BICLAN Netzwerk Interface - Lichtstift-Interface - 2 Joystick-Ports - Port zum Anschluss eines Kassettenrecorders |
| Software:         | - RBASIC im ROM; - SCPX 5105 als RAM-Betriebssystem (wird beim Start aus einem ROM in der DSE bzw. im separaten FDC in den RAM geladen); voll kompatibel zum SCP (CP/M-Clone) des Robotron PC 1715 - Umfangreicher System-Monitor bei Ausführung des SCPX Betriebssystem, welcher das Debuggen von Software erheblich gegenüber den Standard-Funktionen des CP/M vereinfacht |
| Maße:             | Grundgerät 390 mm × 200 mm × 50 mm; Diskettenspeichereinheit 390 mm × 400 mm × 135 mm |

## Alba PC 1505
Da der Einsatz des BIC A 5105 im Bildungswesen des vereinigten Deutschlands nicht vorgesehen war, wurden ab Anfang 1990 die Restbestände der produzierten Hard- und Softwarekomponenten unter dem Namen ALBA PC 1505 direkt vom Hersteller als Konsumgut vertrieben. Bis Mitte 1990 wurden so ca. 2.000 ALBA-PCs verkauft. Bemühungen, den ALBA-PC nach der Währungs-, Wirtschafts- und Sozialunion auch im vereinigten Deutschland und im westlichen Ausland zu vermarkten, blieben ohne nennenswerten geschäftlichen Erfolg.
Als Zusatz wurde eine Diskettenstation mit einem (DS 1505.1) oder zwei (DS 1505.2) 5,25-Zoll-Laufwerken angeboten. Der Anschluss erfolgt über ein Modul das auch das nötige Erweiterungs-ROM enthielt. Das Laufwerk konnte auch am BIC anstelle der normalen Diskettenspeichereinheit verwendet werden. Nach 1990 auch andere Floppy-Disk-Controller-Platinen als Bausätze verkauft, die es ermöglichten, Standard-Diskettenlaufwerke (5,25" und 3,5") and BIC und ALBA-PC zu betreiben.

## Spätere Entwicklungen
Nach der Produktionseinstellung erschienen, meist als Hobbyprojekte, verschiedene Erweiterungen wie Festplatten- bzw. CompactFlash-Erweiterungen (GIDE), USB- oder Netzwerkschnittstellen.
Nachdem Ende 1989 die Fertigungsanlagen für das Plastgehäuse des Computergrundgerätes an den VEB Mikroelektronik Mühlhausen für 1 Mio. M verkauft wurden, konnte das gleiche Gehäuse mit sehr guter Tastatur (aber nicht gleicher Elektronik) auch für den KC compact und eine optionale Zusatztastatur für den KC 85/2-4 verwendet werden.